# グループ法人
グループ法人は 社団法人の中で、直接か間接を問わず代表からの支配関係を持つ体制のある法人のこと。税法においてはこの様な形の関係を「完全支配関係」という。
以下に完全支配となるものとそうでないものを挙げる。

## 完全支配になるもの

### 法人の100％子会社
最も簡単なケースがこの100％子会社の存在である。
当然ながら孫会社や子会社同士が持ち合っている関連会社も完全支配関係となる。

### 同族で支配しているグループ会社
会社の経営には血縁関係を持つ者同士、すなわち同族関係にある存在が協力して行なうものがある。
この場合、親と子供がそれぞれ別々の会社を持っていたとしても、扱いは完全支配関係ということになる。

## 完全支配でないもの

### 他者が株式を所持しているケース
一般的に、当事者とは全くの他人である人間が株式を1株でも持っている場合がそうである。
ただし、全くの他人といっても従業員や役員の場合は、従業員持株会や役員等が一定の条件で保有する株式に関して5％に満たない、
完全支配関係を判定する場合に除かれるため、若干注意が必要となって来る。

### 完全支配関係の無い法人が株式を1株でも所持しているケース
この場合は「法人同士の提携」関係となるため、完全支配とは見做されない。

## グループ法人の問題点
社団法人は一般・公益問わずグループ法人の形態となった場合、税法の適用が異なって来る。
2010年（平成22年）10月1日にグループ法人税制が創設されて以降、完全支配関係のある法人間で譲渡損益調整資産を移転した場合、その移転により生じた損益は課税を繰り延べることとなっている。
一例としてこのような状況がそれに当てはまる。
- Ａ社が10億円で購入した土地が何らかの原因で値下がりしてしまったため、グループ内の法人であるＢ社に5億円で買って貰うこととなった。
  - この場合の損額5億円は損として認められない。
- そのうちＢ社も資金が必要になり、土地価も若干上がったことからＣ社（グループ外）に5億円で買って貰うこととなった。
  - この時点でＢ社に1億円の利益が出る代わり、Ａ社の5億円の損が認められることになる。